# لوون هاروتیونیان (هنرپیشه)
لوون هاروتیونیان (ارمنی: Լևոն Հարությունյան) یک بازیگر، مجری تلویزیونی و نمایش‌نامه‌نویس اهل ارمنستان است که از سال ۱۹۹۰ میلادی تاکنون مشغول فعالیت بوده است.

## زندگی‌نامه
وی در ۱۹ ژانویهٔ ۱۹۶۷ در ساسونیک، استان آراگاتسوتن به دنیا آمد و از انستیتو دولتی سینما و تئاتر ایروان فارغ‌التحصیل شد. لوون همچنین برندهٔ جوایزی همچون جایزه استانیسلاوسکی (۱۹۹۲)، بهترین بهتر بازیگر نقش اول مرد (۱۹۹۳) شده است.

## گزیده فیلمشناسی
از فیلم‌ها یا برنامه‌های تلویزیونی که وی در آن نقش داشته است می‌توان به گمشده و پیداشده در ارمنستان (۲۰۱۲)، سوپر مامای ۲ (۲۰۱۷) و دانه انار (۲۰۱۹-۲۰۱۷) اشاره کرد.